# Herou
Herou eller Hero är en vallonättad smedsläkt, i vissa dokument förekommer även stavningen Henrot.
I Sverige inkom släkten med bröderna Goffin, Serva och Jacques Henrot från Theux i nuvarande Belgien. Serva Henrot ska ha befunnit sig i trakterna kring Finspång 1613.  Där han arbetade som plåtsmed. Den svenska släkten Henrot är sedan länge utgrenad i släkterna Hero och Herou. 
Den 31 december 2020 var 189 personer med efternamnet Herou bosatta i Sverige respektive 258 med efternamnet Hero.

## Personer med efternamnet Herou eller med varianter av detta namn
- Josef Herou (1884–1960), operasångare
- Lars Erik Herou (1839–?), uppfinnare
- Nils Gustaf Hèro (1810–1885), veterinär
- Viktor Herou (1889–1970), lantbrukare och politiker